# Nieprawda (singel Łukasza Zagrobelnego)
„Nieprawda” – pierwszy solowy singel Łukasza Zagrobelnego, pochodzący z jego debiutanckiej płyty Myśli warte słów, wydanej w 2007 roku. Piosenka "Nieprawda" zakwalifikowała się do 44. konkursu na festiwalu w Sopocie.